# Проблема космологической постоянной
Пробле́ма космологи́ческой постоя́нной, иногда называемая «вакуумной катастрофой» — закрепившееся в современной астрофизике выражение, означающее противоречие, которое существует между предсказанием значения космологической постоянной посредством применения двух фундаментальных физических теорий — общей теории относительности (ОТО), а также квантовой физики, и экспериментальными замерами её величины. Это одна из проблем калибровочной иерархии.
Предсказанная величина получается больше экспериментально измеренной на 120 порядков — «наихудшее предсказание, когда-либо сделанное научной теорией», по словам Ли Смолина.

## Космологическая постоянная и физический вакуум
Физический вакуум, низшее энергетическое состояние квантованного поля, согласно предсказаниям квантовой теории поля (КТП), имеет некоторую плотность энергии, которая может быть отлична от нуля (так называемая нулевая энергия). В силу так называемой перенормировки вероятности процессов не зависят от нулевой энергии, так что в рамках КТП нулевая энергия остаётся неизмеримой.
В уравнения ОТО также входит величина, известная как космологическая постоянная или лямбда-член — физическая постоянная, характеризующая свойства вакуума:
{\displaystyle \Lambda =8\pi G{\frac {w}{c^{4}}}}, где {\displaystyle w} — плотность энергии вакуума.
Эта величина может быть экспериментально измерена благодаря своему влиянию на метрику (кривизну) пространства в целом.

## Экспериментальное значение
Космологическая постоянная {\displaystyle \Lambda } может быть измерена благодаря своему влиянию на процесс разбегания галактик. Эти измерения были проделаны в 1998 году двумя группами астрономов, изучавших сверхновые звёзды (см. тёмная энергия), и было получено очень малое значение для космологической постоянной: 
{\displaystyle \Lambda \sim 10^{-53}} м−2. 
Искажения Вселенной становятся ощутимы лишь при масштабах, сравнимых с размером наблюдаемой части Вселенной, {\displaystyle {\frac {1}{\sqrt {\Lambda }}}=3\cdot 10^{26}} м.

## Предсказание
Даже одно-единственное квантовое поле (например, электрон-позитронное) согласно КТП создаёт в вакууме «нулевую» плотность энергии порядка {\displaystyle w\sim m_{e}\left(m_{e}{\frac {c}{\hbar }}\right)^{3}c^{2}}, что уже само по себе даёт значение космологической постоянной {\displaystyle \Lambda \sim 3\cdot 10^{-17}} м−2, завышенное на много порядков. 
Более аккуратная оценка «нулевой» энергии методами КТП по порядку величины приближается к планковской плотности (масса и энергия связаны уравнением Эйнштейна), что ещё дальше от действительности.

### Перенормировка
Применением перенормировки можно приравнять энергию вакуума в КТП любому заданному значению, в том числе и экспериментально измеренному значению космологической постоянной; в таком случае она будет рассматриваться как ещё одна фундаментальная физическая постоянная, не предсказанная и никак не объясняемая теорией.
Однако подбор параметров такой перенормировки должен быть чрезвычайно точным (с порядком точности не меньше, чем порядок расхождения между «ненормированным» предсказанием КТП и наблюдаемым значением), поэтому многие теоретики считают необходимость настолько точной подстройки не решением, а скорее игнорированием проблемы.

## Предложенные варианты решения
Часть предложенных решений включает изменение или дополнение законов гравитационного взаимодействия в общей теории относительности, однако они сталкиваются с тем же затруднением, что и другие альтернативные теории гравитации:
наблюдения и эксперименты с высокой точностью согласуются с предсказаниями ОТО, а применение альтернативных моделей в лучшем случае не приводит к увеличению предсказательной точности. Кроме того, многие из этих решений существенно неполны, поскольку решают «новую» проблему космологической постоянной, принимая нулевую энергию вакуума строго равной нулю (или же постулируя, как в модели «унимодулярной гравитации», предложенной Дж. Эллисом с коллегами,
что нулевые колебания вакуума в принципе не гравитируют), но оставляют нерешённой «старую» проблему: отчего эта энергия так мала по сравнению с предсказанной в КТП?
Чтобы решить одновременно и «старую» проблему, Билл Унру с соавторами предлагают сделать ряд смелых допущений: если предположить, что «нулевые колебания» физического вакуума можно смоделировать как флуктуации некоего квантового поля, и в предположении, что эти возмущения находятся в противофазе в соседних областях пространства (на очень мелких, принципиально ненаблюдаемых современной физикой масштабах, близких к планковским), то можно было бы ожидать возникновения своего рода «квантовой пены», которая при дополнительных допущениях могла бы приводить на больших (астрофизических) масштабах к очень ограниченному расширению пространства, сравнимому с экспериментально наблюдаемым, на основании дополнительно вводимого Унру «параметрического резонанса», и даже позволяла бы постулировать замедление этого расширения со временем.